# Nikanoria gallicola
Nikanoria gallicola är en stekelart som beskrevs av Zerova 1978. Nikanoria gallicola ingår i släktet Nikanoria och familjen kragglanssteklar.
Artens utbredningsområde är:
- Mongoliet.
- Turkmenistan.

Inga underarter finns listade i Catalogue of Life.